# Roberto Caldarera
Roberto Caldarera (o Roberto Caldareri, Roberto de Caldarera, Calderara) (Lombardia, XI secolo – XII secolo) fu governatore del castello di Nicosia.

## Biografia
Secondo quanto riportano Francesco Maria Emanuele Gaetani e Vincenzo Palizzolo Gravina, il lombardo Roberto Caldarera fu uno dei più valorosi cavalieri al servizio del conte Ruggero I di Sicilia. Come ricompensa per i servizi offerti al  sovrano normanno, Roberto Caldarera divenne governatore del castello di Nicosia, e tesoriere e direttore della costruzione del nuovo castello di San Filadelfo (conosciuto oggi come San Fratello) abitato da una colonia di lombardi, come si dedurrebbe da un diploma datato 1116 nel Gran priorato di Messina, menzionato dal Palizzolo Gravina.
Filadelfo Mugnos, nel suo "Teatro genealogico delle famiglie nobili, titolate, feudatarie ed antiche del fedelissimo regno di Sicilia viventi ed estinte", poi ripreso in parte da Emanuele Gaetani e Palizzolo Gravina, afferma che la famiglia Caldarera era originaria di Milano, arrivata in Sicilia con un Berardo Caldarera che passò al servizio di re Pietro III di Aragona, i cui figli Berardino e Giovanni furono nominati baroni feudatari di Piazza Armerina e Nicosia, non facendo però menzione alcuna di Roberto, vissuto presumibilmente almeno due secoli prima di Berardo.